# Timberwolves de la UNCB
Les Timberwolves de la UNCB (anglais : UNBC Timberwolves) sont le programme sportif universitaire représentant l'Université du Nord de la Colombie-Britannique. Depuis la saison 2012-2013, les équipes de football et les équipes de basket-ball des Timberwolves évoluent dans le Sport interuniversitaire canadien,. Avant ce saison, les Timberwolves furent un membre de l'Association canadienne du Sport collégial.